# Tearing down the Spanish flag
Tearing down the Spanish flag [Arriando la bandera española; tear down tiene el sentido de «arrancar», «echar abajo», e incluye el uso de verbo to tear, «rasgar»] es una película de guerra estadounidense de 1898 realizada por J. Stuart Blackton y Albert E. Smith para Vitagraph. La película fue una de las primeras películas bélicas de la historia; Combat naval en Grèce de Georges Méliès se filmó el año anterior.

## Argumento
Un soldado estadounidense arría la bandera española de un asta e iza la bandera estadounidense; de fondo el castillo del Morro en el puerto de La Habana.

## Antecedentes y contexto
La película se rodó poco después del comienzo de la Guerra hispano-estadounidense en 1898. Fue la primera película de Blackton. Se rodó en una sola toma en una azotea de Brooklyn. El uso de la perspectiva forzada hizo que la bandera española pareciera más grande de lo que realmente era.
Este tipo de películas de propaganda bélica surgieron en Estados Unidos durante la Guerra hispano-estadounidense para enfervorecer el espíritu patriótico del público norteamericano. Eran cortometrajes de unos minutos, de diversos temas que se mostraban antes de la película principal en el cine. Podían ser documentales o recreaciones más o menos fieles. Entre los temas tratados están las filmaciones tropas y barcos estadounidenses, las batallas navales de la guerra, escenas de lucha, la derrota o la maldad españolas (p.ej. el hundimiento del Vizcaya o el fusilamiento de cubanos).

## Recepción y consecuencias
Blackton mismo se refirió a la reacción del público, «Fue nuestra primera película dramática [...] El efecto que causó resultó sorprendente. Produjo un gran alboroto. Por supuesto, estábamos en guerra y la gente se encontraba muy emocionada.» La película tuvo tal éxito en los Estados Unidos, que hizo posible la producción de películas más complejas, gracias a la ganancias financieras. La empresa Vitagraph tuvo éxito inicialmente, pero, disputas de patentes y más tarde la cambiante situación económica durante la Primera Guerra Mundial, la llevaron a dificultades económicas. El 22 de abril de 1925, Albert E. Smith vendió Vitagraph a Warner Bros.
En 1899 la compañía de Thomas A. Edison filmó una película casi idéntica, titulada Raising Old Glory Over Morro Castle, que fue comentada por la revista The Phonoscope de la forma siguiente:

La bandera española baja y hacia arriba flotan las Barras y las Estrellas. Se derrumba el símbolo de la tiranía y la opresión que ha gobernado en el nuevo mundo durante cuatrocientos años y se alza la Bandera de la Libertad. En la distancia están las torres y almenas del Morro, la última fortaleza de España en América.